# Tetraselago
Tetraselago es un género de plantas de flores de la familia Scrophulariaceae con cuatro especies. 

## Especies seleccionadas
- Tetraselago longituba
- Tetraselago natalensis
- Tetraselago nelsonii
- Tetraselago wilmsii

- Datos: Q2892956
- Especies: Tetraselago